# 山下佳織
山下 佳織（やました かおり、2001年1月30日 - ）は、NHKのアナウンサー。

## 略歴
埼玉県川口市出身。
雙葉中学校・高等学校、慶應義塾大学商学部を卒業した。
大学在学中に気象予報士試験に合格し、2020年3月に登録された。ウェザーマップ・生島企画室（現在のFIRST AGENT）に所属し、気象キャスターとしてTBSテレビ制作の番組に出演していた。
2023年、アナウンサーとしてNHKに入局した。初任地は札幌放送局だった。

## 人物・エピソード
- 資格は他に防災士、英検準1級、漢検準1級、日本史検定2級、普通自動車第一種運転免許を所持[5]。
- 趣味・特技は、フラメンコ[5]。

## 現在の出演番組
- 新潟ニュース610（サブキャスター、2025年4月7日 - ）（石井由貴、矢田美沙希と隔週で担当）[6]
- 新潟県のニュース・中継・リポート
- 新潟ニュース845

## 過去の出演番組

### NHK入局前
- 『ウィークエンドウェザー』（TBSテレビ、2021年4月3日 - 11月6日）
- 『THE TIME'』『THE TIME,』（TBSテレビ、2021年10月1日 - 2022年9月23日）

### 札幌放送局時代（2023年度）
- 『どーも、NHK』（2023年5月28日・新人お披露目）[7]
- 『ほっとニュース北海道』・『ほっとニュース道央いぶりDAYひだか』
  - 是永千恵のキャスター代行（2023年10月2日 - 4日、2024年2月7日 - 9日、2月27日）
- 令和6年能登半島地震の災害報道対応による金沢放送局への応援派遣
  - かがのとイブニング（2024年2月2日） - ニュースリーダー（ライフライン情報）
  - 能登半島地震石川県のニュース・ライフライン情報（2024年2月3日）[注釈 1]
  - 能登半島地震石川県のニュース・ライフライン情報（10時台、2024年2月4日） - ニュースリーダー（ライフライン情報）
- 北海道のニュース・中継・リポート
- ほっとニュース845
- 北のことばお兄さん（北海道の総合テレビで月曜日から木曜日の「おはよう日本」6時台前に放送の1分ミニ番組）
- 北海道道 (テレビ番組)のMC「巨大地震・津波にどう備える?」（2024年3月15日）

- 『ひるどき!さいたま〜ず』（さいたま局FM、2023年5月19日）[8]
- 北の文芸館～朗読と音楽のライブセッション～（2023年12月17日）
- 『NHKジャーナル』特集 地域発「知恵とつながりで、食材を使いきる」（2024年1月16日） - 函館市の食品業界の取り組みを取材・リポート
- 北海道まるごとラジオ（不定期）

### 新潟放送局時代（2024年度 - ）
- 金よう夜きらっと新潟 MC・ナレーション「キヨとアキラのTOKI STORY」（2024年7月5日）
- 『あさイチ』「愛でたいnippon  愛媛&新潟スペシャル」リポーター（2024年8月29日）
- 『NHKジャーナル』特集・地域発 「中越地震20年 “支援の絆”をつなぐ～元被災地からウクライナ支援～」取材・リポート（2024年10月15日）
- 『高専ロボコン2024  関東甲信越地区大会』 司会（浅井理と） （2024年11月10日）
- 『うまいッ!』極上の香りと味　黒まいたけ～新潟・南魚沼市～  リポーター（2024年11月17日）
- 『おはよう日本』日本酒の魅力を世界へ発信～新潟の酒蔵から中継　リポーター(2025年1月27日)
- NHKニュースおはよう日本（2025年2月1日、関東甲信越ブロック）-「雪の上で作る調味料」生中継リポーター
- 首都圏情報 ネタドリ!（2025年3月14日）- 「魅力を再発見!“身近な”世界遺産」リポーター・スタジオ出演
- 『おはよう日本』アザレア栽培のハウスから生中継リポーター（2025年3月21日）
- 『NHKプロ野球・横浜DeNA×阪神』（2025年5月13日、NHK BS） 球場リポーター
- 『NHKニュースおはよう日本』(2025年6月21日、関東甲信越ブロック)　伝統やきなす　生中継リポーター
- 107回全国高等学校野球選手権新潟大会　準決勝(2025年7月24日)ラジオ実況　決勝(2025年7月26日)テレビ　リポーター,インタビュアー
- 『大迫力!長岡の大花火2025 スペシャルライブ』(2025年8月2日　NHK BS)　会場リポーター